# 서울안암초등학교
서울안암초등학교(서울安岩初等學校)는 대한민국 서울특별시 성북구에 있는 공립 초등학교이다.

## 학교 연혁
- 1960년 6월 7일 서울안암국민학교로 개교
- 1996년 3월 1일 서울안암초등학교로 교명 개칭
- 2016년 3월 1일: 서울형 혁신학교 신규지정[2]